# Гетвенд
Гетве́нд (перс. گتوند‎) — город на юго-западе Ирана, в остане Хузестан, на правом берегу реки Карун. Город находится на севере Хузестана, в северной части Хузестанской равнины, на высоте 67 м над уровнем моря, на расстоянии приблизительно 100 километров к северу от Ахваза, административного центра остана и на расстоянии 440 километров к юго-западу от Тегерана, столицы страны. Административный центр шахрестана Гетвенд. На 2006 год население составляло 21 428 человек.